# 古代ペルシア文学
古代ペルシア文学（こだいペルシアぶんがく）とは、アケメネス朝（ハカーマニシュ）ペルシア帝国の諸王が残した楔形文字碑文が古代ペルシア語で書かれているイランの文学である。この碑文には、古代ペルシア語、エラム語、アッカド（バビロニア）語の三語併用の形をとるものが多い。アルサケス朝（アルシャク）ペルシアでは中世ペルシア語を公用語とし、パルティア語、ギリシア語、アラム語を使用している。

## 教訓の文学
ダレイオス1世（ダーラヤワウ）のナクシェ・ロスタム碑文には次のように書かれている。
- 「公正なる道をふみはずすことなかれ」（pathim tyam rastam ma avarada）

ダレイオス1世（ダーラヤワウ）は、公正（rasta）を愛し不正（mitha）と虚偽者（draujana）を悪むものであること、自身をもこの法によって律するが、弱者強者もその法の前には平等たるべきを謳っている。この態度は、かれが王位についてから終始一貫して堅持した。
サーサーン朝ペルシアになり、教訓文学が形成され愛好された。現在、伝存しているものは、教訓を垂れている人物は歴史上の存在から伝説上の存在におよび、階層も帝王、長老、聖職者、賢者などから子に対する「父」のようなものもある。教訓内容は、宗教、倫理、政治、経済と多岐にわたっている。
帝王の臨終にさいしての訓戒は「カワードの子フスラウの教訓」（Handarz i Husraw i Kawadan）がある。